# 乾物
乾物（かんぶつ）とは、保存性や食味の向上を目的として水分を抜き乾燥させた食品の総称。

## 概要
乾燥させることにより、雑菌の繁殖を防ぎ、保存期間を延ばすことに加え、切り干し大根や干しいも、干し椎茸のように、乾物にすることで生のものより栄養価が増す食品もある。
乾燥の方法としては、天然の天日干しや、人工的に熱風や冷風を当てる方法、油で揚げて水分を飛ばす瞬間油熱乾燥法などがある。
乾物を専門に売る店を「乾物屋」というが、現在では数が少なく、代わりにスーパーマーケット、百貨店や、インターネットショッピングなどで広く販売されている。中国との貿易で日本から乾物が中国へと持ち込まれ、中華料理の材料となったものも多い（俵物三品＝ふかひれ、干しアワビ、干しなまこ）。
調理に際して、豆類や出汁とり用の干し椎茸などは水に漬けて「もどす」作業が必要となる。一方、そのままで食べられたり、料理に投入すれば煮炊きに使う水や他の食材に含まれている水分が移って食べられるようになったりする乾物も多い。

## 主な乾物

### 野菜・山菜・キノコ

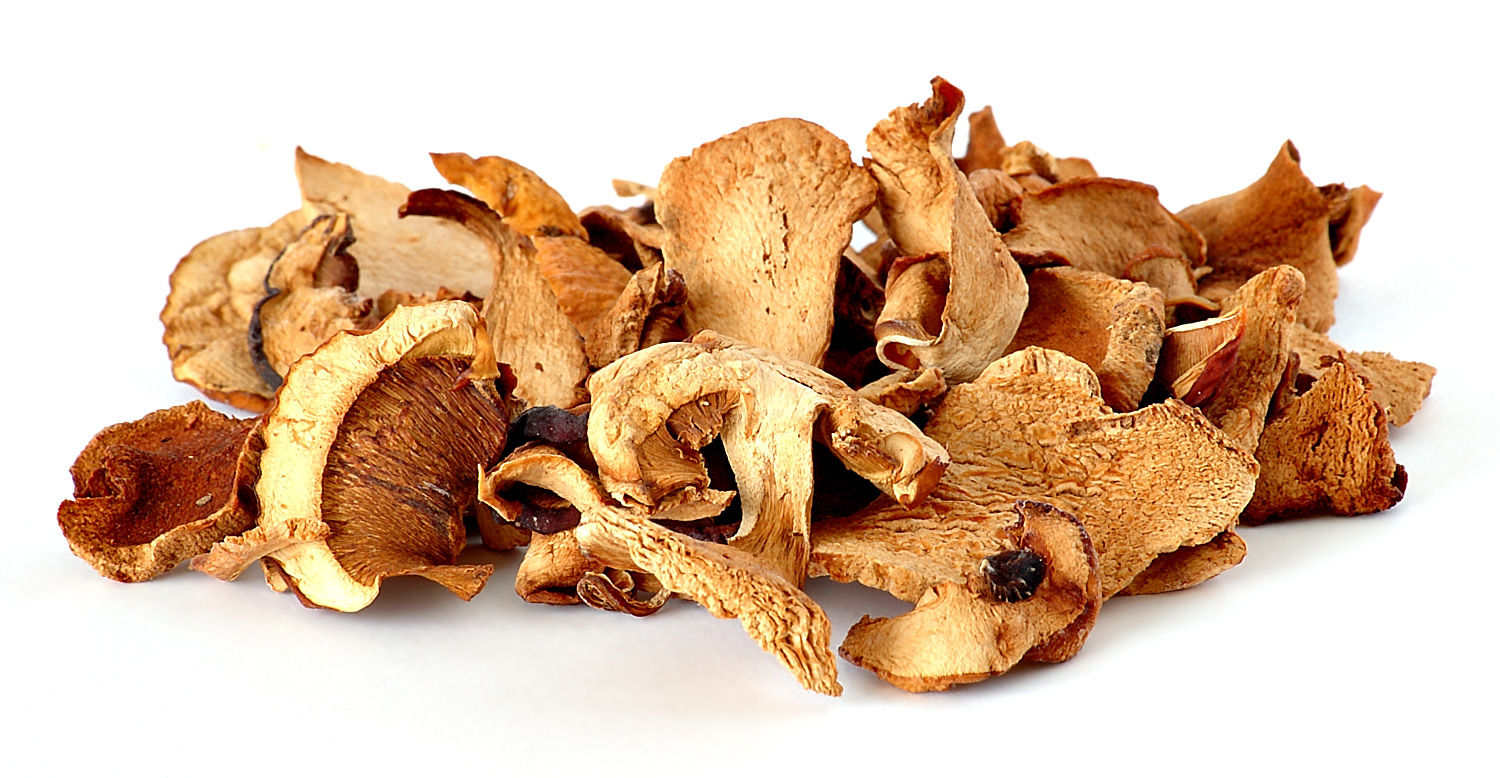
キノコの乾物

- かんぴょう
- 切り干し大根
- キクラゲ
- 干し椎茸
- 干しシメジ
- 山くらげ
- ゼンマイ
- 乾燥芋（切り干し芋、干しいも、きんこ）
- いもがら（サトイモの茎）
- 食用菊
- ニンニクチップ
- メンマ
- ゴマ（黒ごま、白ごま、すりごま）
- トウガラシ（鷹の爪）
- 豆（干し納豆も含まれる）
- サンドライ・トマト（英語版）（天日干しトマト）
- ペペローニ・クルスキ（英語版）(乾燥パプリカ) - イタリアで伝統的に作られている。
- チューニョ - アメリカ大陸発見前からアンデスで作られている冷凍乾燥を繰り返し作られる芋。

### 果物（ドライフルーツ）
- アーモンド
- アンズ
- イチジク

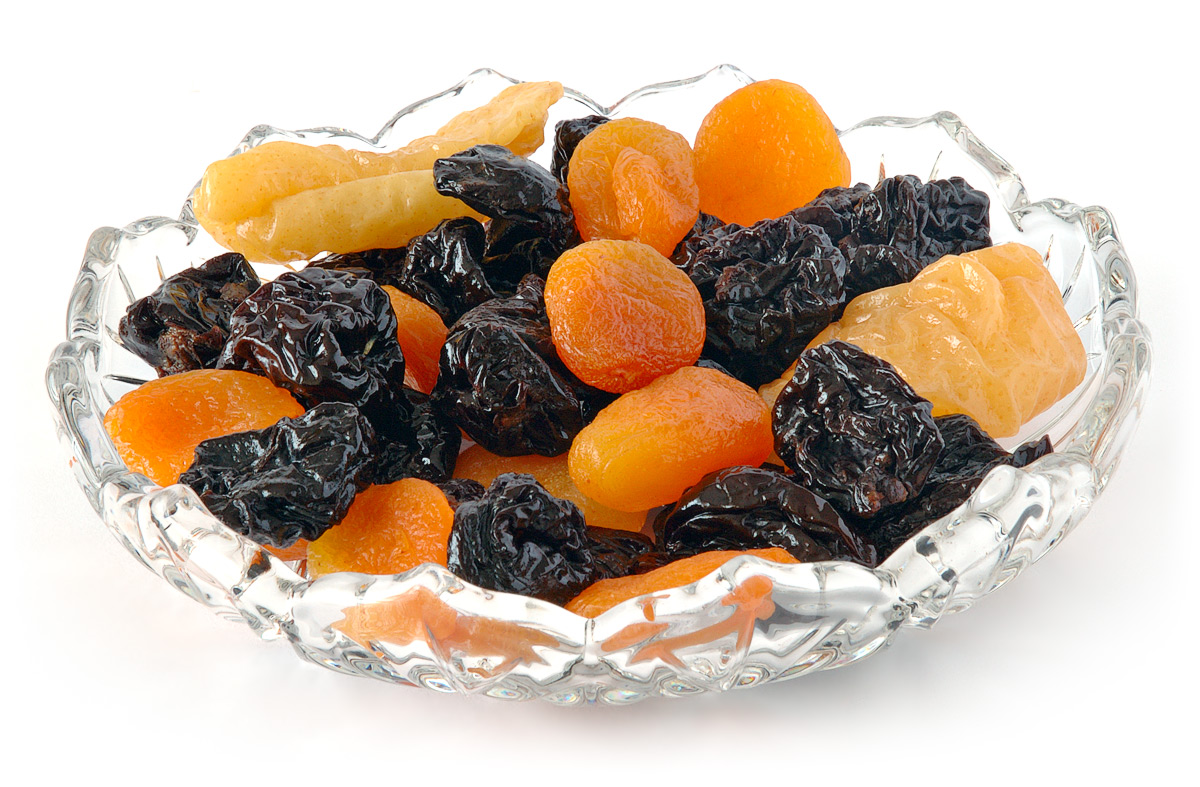
ドライフルーツの盛り合わせ

- ウメ - 日本の梅干しとは異なり、中国などでは乾燥させた梅干しが作られている。
- カシューナッツ
- クコの実
- クルミ
- サンザシ
- ナツメ
- バナナ、バナナチップス
- ピーナッツ
- ピスタチオ
- プルーン
- 干し柿
- マンゴー（ドライマンゴー（英語版）） - 加工品としてシート状にして天日干ししたアムパパド（英語版）もある。
- メロン
- 落花生
- レーズン - これに似た、水分が抜けたブドウの果実から作られるワイン（貴腐ワイン）がある。
- アップルチップ（英語版）
- ドライアプリコット（英語版）
- クコの実（英語版）
- ラヴァシャク（英語版） - 中央アジアで食されている。いくつかの果物（プラム、アプリコットなど）をつぶして混ぜ、シート状にして乾燥させたもの。

### 水産物
- ふかひれ

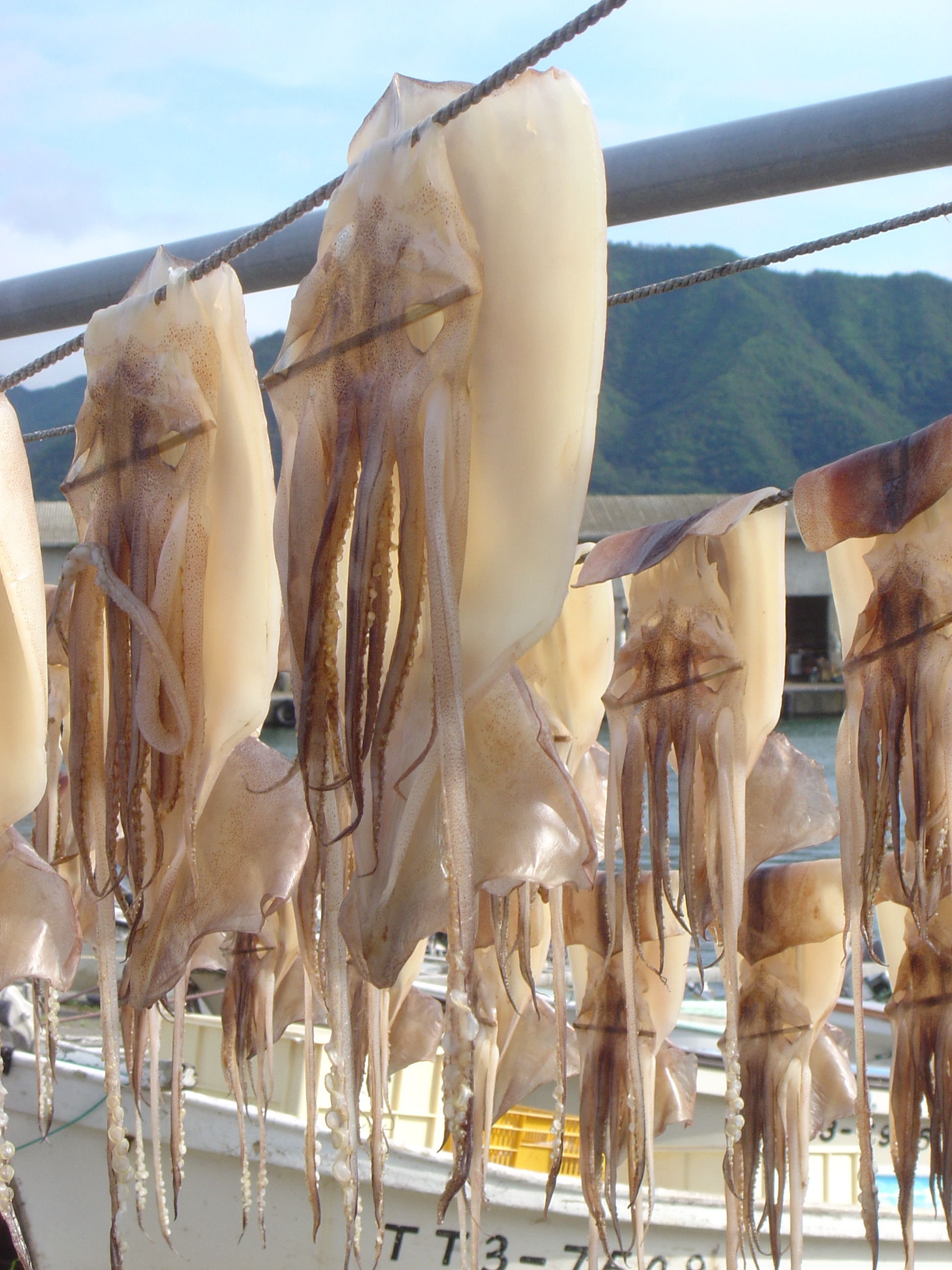
天日干し中のスルメ

- 干しアワビ - 儀式や贈答品としての「熨斗あわび」もある。
- 干しなまこ
- 干し数の子
- 干しエビ
- エイヒレ
- 身欠きニシン
- 干貝(干し貝柱)
- 棒鱈
- 氷下魚
- 塩クラゲ
- 鰹節
- 煮干し
- ちりめんじゃこ
- 畳鰯
- トビウオ（焙ったり干したりしたもの）
- とば
- スルメ
- イカ徳利
- 干しダコ
- カラストンビ
- 干しヤツメウナギ - 健康食品として利用。
- 干しフグ（乾ふぐ）
- 海藻
  - 寒天
  - 海苔
  - アオノリ
  - ひじき
  - あらめ
  - コンブ（だし昆布、とろろ昆布、おぼろ昆布、根昆布、納豆昆布）
  - ワカメ

### その他
- 茶
- 葛切り
- 高野豆腐
- 湯葉
- 凍りコンニャク
- ジャーキー
- 油かす
- 麩
- 乾麺：うどん・蕎麦・ひやむぎ・素麺・ラーメン（棒ラーメン、インスタントラーメン）
- ビーフン・春雨
- 干飯
- 乾パン
- ふりかけ
  - ゆかり
- 香辛料
  - 陳皮
  - 乾燥ライム(乾燥レモン、ヌーミー・バスラ、リームー) - 調味料的な扱い方をする乾物。
  - ワヒーヨ、パシーヤ、リストラ (乾燥唐辛子)（英語版） - 乾燥唐辛子
- 餅 - 保存食のほかに菓子の材料とされる事も多い。
  - 氷餅
  - おかき
  - 寒菊
- クルト (食品) - 中東・中央アジアなどに見られる乾燥チーズ
- フリーズドライ・アイスクリーム（英語版）（スペースアイスクリーム） - アポロ計画のために開発されたフリーズドライされたアイスクリーム。
- インスタント・ブレックファースト（英語版）
- ポータブルスープ（英語版）、インスタントスープ
  - タルハナ - トルコや中央アジア周辺で食べられてきたヨーグルトか発酵乳、小麦などから作られる乾燥させたスープ。
  - 芋がら縄 - 戦国時代に食べられていた携帯スープ。